# Petr Weigl
Petr Weigl (16. března 1939, Brno – 14. července 2018) byl český filmový, televizní a divadelní režisér a dramaturg.

## Život
Petr Weigl byl znám především jako filmový režisér nekonvenčních hudebních a operních děl s osobitou mírou stylizace (Radúz a Mahulena 1970; Rusalka 1977; The Turn of Screw / Pod koly osudu 1984; Die Winterreise / Zimní cesta 1994). Patří ke špičkovým světovým umělcům tohoto žánru.
Jeho hlavním úsilím ve filmové operní tvorbě, bylo zapůsobit přesvědčivě dramatickým dějem. Při obsazování svých operních děl, proto vesměs dával přednost hercům před operními pěvci. Více než pětatřicet tvůrčích let pracoval pro Československou televizi, ale také pro německé veřejnoprávní kanály ARD a ZDF a pro britskou BBC a Channel Four.
Mimo tuto dominantní filmovou linii své tvorby pracoval také na několika baletních a operních inscenacích v pražském Národním divadle, v Národním divadle v Bratislavě, v Espace Pierre Cardin v Paříži, V Deutsche Oper Berlín, Teatro Maestranza v Seville a Bavorské státní Opeře v Mnichově. Velkým úspěchem byla jeho inscenace Straussovy opery Salome v berlínské Deutsche Oper, která byla přenášena televizemi do celého světa.
Za svou tvorbu obdržel řadu mezinárodních ocenění, mj. Prix Italia za film Bludiště moci (1969) a za adaptaci baletu Sergeje Prokofjeva Romeo a Julie (1971). Dvakrát byl ocěněn jako finalista na cenu Emmy Award v USA (1983 za Turn of the Screw a 1986 za Noc z olova). Obdržel cenu FITESu Trilobit 1968 a Trilobit 1994. Byl oceněn na festivalu Zlatá Praha.
V roce 2008 získal od Českého filmového a televizního svazu FITES cenu Vladislava Vančury za celoživotní rozvoj hudebně dramatických forem v televizi a ve filmu. V únoru 2016 mu Praha 5 udělila čestné občanství za celospolečenský přínos, prospěch a dobré jméno městské části. V březnu 2016 obdržel také zvláštní cenu Kolegia Cen Thálie za mimořádný umělecký přínos českému divadelnímu umění.
Kromě režie působil Petr Weigl jako dramaturg, v letech 1961–1976 v Československé televizi, po té v Baletu Národního divadla. Byl prvním dramaturgem Baletu ND a v roce 1989 byl souborem Baletu ND jmenován čestným šéfem Baletu ND.
Petr Weigl se svým výjimečným dílem zařadil mezi nejvýznamnější a nejinspirativnější tvůrce hudebních filmů.[zdroj⁠?!] Pracoval s celou řadou špičkových interpretačních i hereckých osobností – v titulcích jeho filmů se objevují slavná jména jako jsou dirigenti – Mackerras, Davis, Solti, Sinopoli, Rostropovič, Pešek, pěvci jako Sutherland, Pavarotti, Donath, Tourangeou, Ghiaurov, Fassbaender, Dvorský, Beňačková, Gedda, Višněvská, Estés, Malfitano, Hampson, tanečníci Bortoluzzim, Fracci, Kafka, Klimentová, Harapes, Pontois, herci Vášáryová, Biehn, Clay, Citti, Tříska, Medřická, Kňažko, Hlaváčová atd.
Deset jeho filmů je na mezinárodním DVD komerčním trhu.
Zemřel 14. července 2018 ve věku 79 let.

## Režijní filmografie
- 1967 Bolero (TV)
- 1967 Osamělost (TV)
- 1967 Pas de quatre (TV)
- 1968 Svět je báječné místo k narození (TV)
- 1969 Bludiště moci (TV)
- 1970 Radúz a Mahulena
- 1971 Romeo a Julie (TV)
- 1972 Dva bratři (TV)
- 1972 Faust a Markéta
- 1973 Apollón a múzy / Apollon Musagétes
- 1973 Margita a Besná (TV)
- 1974 Čarodějná láska / El amor brujo
- 1977 Vzkříšení / Vzkrisenie (TV)
- 1977 Rusalka
- 1979 Poetické úvahy ve volných chvílích / Poetische Betrachtungen in freien Stunden (TV)
- 1980 Nerozumný génius / Der Wahnwitzige Genius
- 1982 Pod koly osudu / The Turn of the Screw (TV)
- 1983 Zuzana Vojířová (TV)
- 1984 Achilles (TV)
- 1984 Utrpení svatého Šebestiána / Le Martyre de Saint Sébastien[7]
- 1985 Olověná noc / Die Nacht aus Blei (TV)
- 1986 Werther (TV)
- 1987 Paví pírko / Die Pfauenfeder (TV)
- 1988 Marie Stuartovna / Maria Stuarda (TV)
- 1988 Evžen Oněgin (TV)
- 1990 Dumky (TV)
- 1990 Romeo a Julie na vsi / A Village Romeo and Juliet (TV)
- 1992 Lady Macbeth Mcenského újezdu / Lady Macbeth von Mzensk (TV)
- 1993 Zimní cesta / Die Winterreise (TV)
- 1996 Jak se dělá opera / Let's Make an Opera (TV)

## Díla o Petru Weiglovi
- BECHTOLDOVÁ, Alena. Svět Petra Weigla. Praha: Odeon, 1993. ISBN 80-207-0426-4. S. 157.
- GEN, TV dokument, režie: Zdeněk Troška, 14 minut, 1995.
- Fascinace hudbou a filmem – Petr Weigl, TV dokument, 59 minut, 2004, Martin Dostál
- Dokument o natáčení "Utrpení sv. Sebastiána", Jan Špáta, pro televizi ARD
- Dokument o natáčení "Olověné noci", Jan Špáta, pro televizi ARD
- Dokument o natáčení "Marie Stuardy" Alena Bechtoldová, pro televizi ZDF
- Weigl Petr: " Hledání smyslu" Filmy, myšlenky a reflexe, publikace Praha, 2013. ISBN 978-80-260-4691-2